# Medal „Za zwycięstwo nad Niemcami w Wielkiej Wojnie Ojczyźnianej 1941–1945”

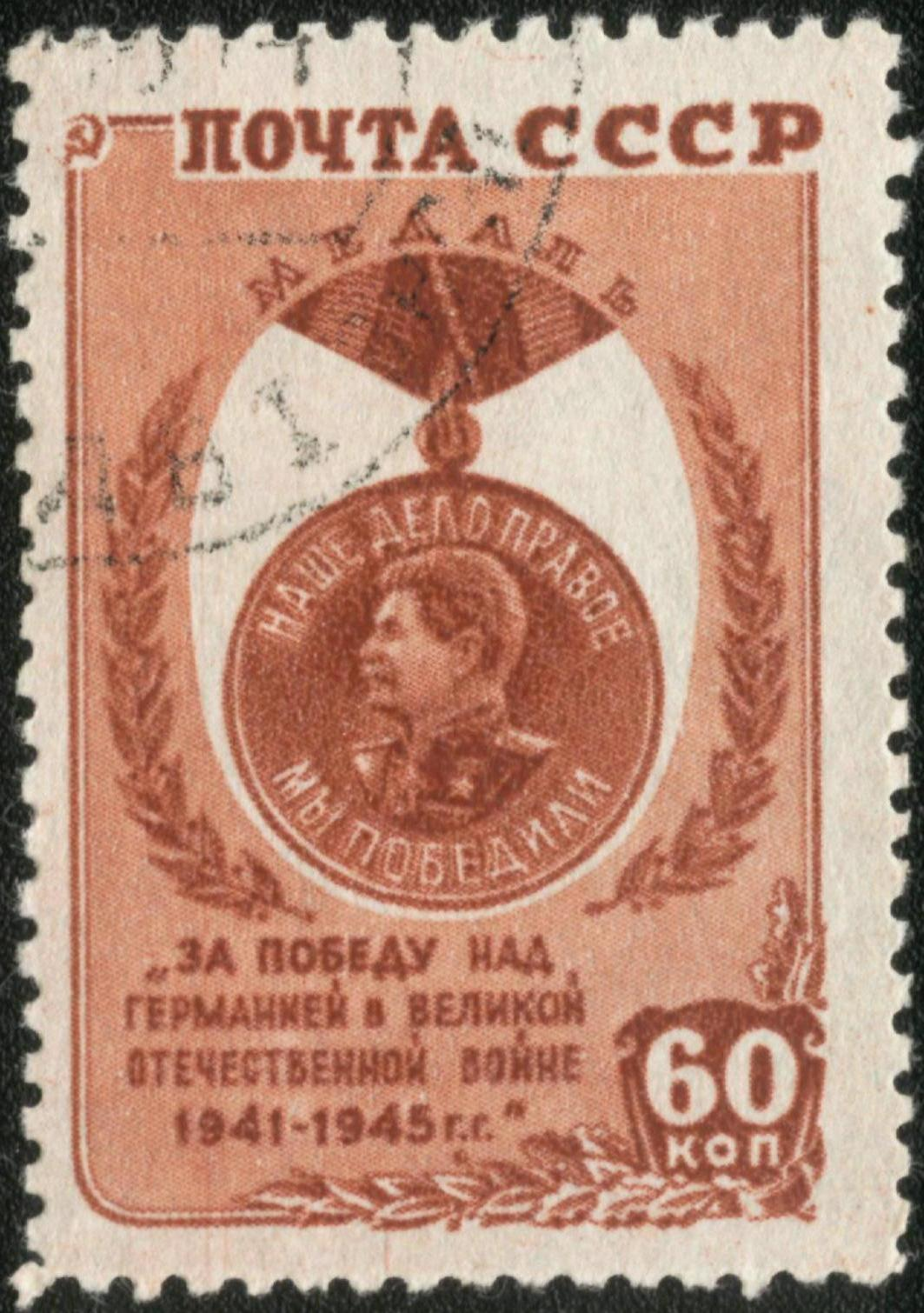
Medal „Za zwycięstwo nad Niemcami w Wielkiej Wojnie Ojczyźnianej 1941–1945” na znaczku poczty ZSRR z 1946

Medal „Za zwycięstwo nad Niemcami w Wielkiej Wojnie Ojczyźnianej 1941–1945” (ros. Медаль «За победу над Германией в Великой Отечественной войне 1941–1945 гг.») – radzieckie odznaczenie wojskowe.
Medal „Za zwycięstwo nad Niemcami w Wielkiej Wojnie Ojczyźnianej 1941–1945” został ustanowiony dekretem Prezydium Rady Najwyższej ZSRR z 9 maja 1945 roku.

## Zasady nadawania
Zgodnie z regulaminem medal nadawany był:
- wszystkim żołnierzom i ochotnikom, etatowemu składowi jednostek, związków taktycznych i instytucji Armii Czerwonej, Floty Czerwonej i wojsk NKWD, biorącym bezpośredni udział w działaniach bojowych na frontach wielkiej wojny ojczyźnianej,
  - tym, którzy przesłużyli nie mniej niż 3 miesiące (żołnierze) lub nie mniej niż 6 miesięcy (ochotnicy) w sztabach, instytucjach, jednostkach specjalnych i ośrodkach szkolenia,
  - tym, którzy ze względu na rany, choroby, kalectwo i służbowe przeniesienie znaleźli się poza wojskiem,
- członkom organów NKWD zabezpieczających zwycięstwo swoją działalnością,
- pracownikom szpitali tyłowych,
- ludziom walczącym w oddziałach partyzanckich.

Pierwsze medale zostały nadane 15 czerwca 1945 roku wyższym dowódcom radzieckim, m.in. marszałkom Konstantemu Rokossowskiemu i Fiodorowi Tołbuchinowi.
Medal ten był najliczniej nadawanym odznaczeniem w historii ZSRR – łącznie Medalem „Za zwycięstwo nad Niemcami w Wielkiej Wojnie Ojczyźnianej 1941–1945” nagrodzono ponad 14 933 000 osób (stan na 1995), w tym także żołnierzy Ludowego Wojska Polskiego. W trakcie trwania wojny, odznaczenie wręczono ok. 13 666 000 żołnierzom i oficerom.
Osoby odznaczone medalem miały następnie prawo do uzyskania medali jubileuszowych: 20, 30, 40 i „50-lecia zwycięstwa w Wielkiej Wojnie Ojczyźnianej 1941–1945”. Od 1951 po śmierci osoby odznaczonej, medal mogła zatrzymać rodzina (wcześniej podlegał zwrotowi).

## Opis odznaki
Odznaką Medalu za zwycięstwo nad Niemcami w Wielkiej Wojnie Ojczyźnianej 1941–1945 stanowi wykonany z mosiądzu krążek o średnicy 32 mm. Na awersie w centrum umieszczone jest popiersie Józefa Stalina z lewego profilu w mundurze marszałka ZSRR. Na obwodzie znajduje się napis, w górnej części: НАШЕ ДЕЛО ПРАВОЕ (pol. „NASZA SPRAWA JEST SŁUSZNA”), w dolnej: МЫ ПОБЕДИЛИ (pol. „ZWYCIĘŻYLIŚMY”). Na rewersie znajduje się napis: w otoku: ЗА ПОБЕДУ НАД ГЕРМАНИЕЙ (pol. „ZA ZWYCIĘSTWO NAD NIEMCAMI”), pośrodku: В ВЕЛИКОЙ / ОТЕЧЕСТВЕННОЙ ВОЙНЕ / 1941–1945 гг (pol. „W WIELKIEJ WOJNIE OJCZYŹNIANEJ 1941–1945”), a poniżej pięcioramienna gwiazda (awers medalu został później wykorzystany w podobnym Medalu „Za ofiarną pracę w Wielkiej Wojnie Ojczyźnianej 1941–1945”, przyznawanym za zasługi cywilne).
Medal zawieszony jest na metalowej, pięciokątnej blaszce obciągniętej wstążką koloru pomarańczowego z trzema czarnymi paskami (jeden pośrodku, dwa po bokach), co stanowi nawiązanie do najwyższego bojowego odznaczenia armii Rosji carskiej – Orderu św. Jerzego (tzw. „gieorgijewska lienta”), które miało identyczny kolor wstążki.  
Medal nosi się na lewej stronie piersi, w kolejności po Medalu „Za obronę Radzieckiego Obszaru Podbiegunowego”, a przed Medalem „Dwudziestolecia zwycięstwa w Wielkiej Wojnie Ojczyźnianej 1941–1945”.